# Jackson/Dearborn (Metro de Chicago)
Jackson/Dearborn es una estación en la línea Azul del Metro de Chicago. La estación se encuentra localizada en 328 South Dearborn Street en Chicago, Illinois. La estación Jackson/Dearborn fue inaugurada el 25 de febrero de 1951.  La Autoridad de Tránsito de Chicago es la encargada por el mantenimiento y administración de la estación. 

## Descripción
La estación Jackson/Dearborn cuenta con 1 plataforma central y 2 vías. 

## Conexiones
La estación es abastecida por las siguientes conexiones: 
- Rutas del CTA Buses: #1 Indiana/Hyde Park #7 Harrison #22 Clark #24 Wentworth #X28 Stony Island Express #36 Broadway #62 Archer #126 Jackson #130 Museum Campus (en verano) #132 Goose Island Express #145 Wilson/Michigan Express #151 Sheridan